# تدخل تركيا في الحرب الأهلية الليبية الثانية
يُقصد بالتدخل التركي في الحرب الأهلية الليبية الثانية التدخل العسكريّ والمساعدات التي تُقدّمها الحكومة التركيّة لحكومة الوفاق — المُعترف بها دوليًا — في سبيلِ مواجهة ما يُعرف بالجيش الوطني الليبي تحتَ قيادة المُشير خليفة حفتر. بحلول الثاني من كانون الثاني/يناير 2020، أقرت الجمعية الوطنية الكبرى التركية (البرلمان التركيّ) تفويضًا لمدة عامٍ من أجل نشر القوات في ليبيا، ثمّ بدأت أنقرة بعدها بثلاثة أيام وبشكل رسميّ في نشرِ قواتها على الأراضي الليبيّة.
كان الدعمُ التركي المباشر لحكومة الوفاق الوطني بشكلٍ عامٍ يتكوّن من مستشارين ميدانيين يُوفّرون التدريب والدعم التشغيلي فضلًا عن الدعم الجوّي من خلال الطائرات بدون طيار، وعناصر مخابرات، ودعمٍ من سفنِ البحرية التركية للقوات البرية الليبية.
تطوّر هذا الدعمُ شيئًا فشيئًا منذ مطلع عام 2020 حيثُ شمل نقل معدّات خاصة من تركيا لليبيا كما تحدثت بعض التقارير الصحفيّة عن نقلِ أنقرة لعشرات المرتزقة السوريين ممّن كانوا يُقاتلون في صفوفِ بعض الفصائل التابعة لما يُعرف بالجيش الوطني السوري للقتال مع حكومة الوفاق في ليبيا.
تنظرُ بعض الدول إلى التدخل العسكري التركي في ليبيا بشكلٍ أساسي على أنه محاولة لتأمين الوصول إلى الموارد والحدود البحرية في شرق البحر الأبيض المتوسط وذلك كجزءٍ من مذهبها في الوطن الأزرق (بالتركية: Mavi Vatan)، خاصة بعد التصديق على الاتفاق البحري بين ليبيا وتركيا. وقد ذُكر أيضًا أن الأهداف التركية الثانوية تشمل مواجهة النفوذ المصري و‌الإماراتي في المنطقة.

## الخلفية
بعد الموافقة على التفويض لمدة عام واحد لإرسال قوات إلى ليبيا، صرح الرئيس رجب طيب أردوغان أن القوات التركية بدأت في الانتشار في البلاد في 5 يناير. وفقًا لقناة العربية، كان عملاء استخبارات MIT أول الأصول التركية التي وصلت إلى ليبيا. ادعى الجيش الوطني الليبي أنه قصف سفينة شحن تركية كانت تحمل إمدادات للقوات المدعومة من تركيا في 19 فبراير خلال ضربات صاروخية على ميناء طرابلس، إلاّ أن الحكومة التركية نفت وجود أي سفن شحن تركية في الميناء. في 25 فبراير، أكد الرئيس أردوغان مقتل جنديين تركيين في ليبيا. كما ذكر أن 100 من المقاتلين الموالين للجيش الوطني الليبي قتلوا انتقاماً.

## التدخل العسكري
بعد الموافقة على تفويضٍ لمدة سنة واحدة لإرسال قوات تركيّة إلى ليبيا، صرّح الرئيس رجب طيب أردوغان أن قوات بلاده قد بدأت الانتشار فعليًا على الأراضي الليبيّة في الخامس من كانون الثاني/يناير 2020. حسبَ قناة العربية فإنّ عملاء الاستخبارات كانوا أول القوات التركيّة الواصلة إلى ليبيا.
زعمَ ما يُعرف بالجيش الوطني الليبي أنه قصف سفينة شحنٍ تركية كانت تحملُ إمداداتٍ لقوات حكومة الوفاق في التاسع عشر من شباط/فبراير وذلك خلالَ ضرباتٍ صاروخيةٍ على ميناء طرابلس، لكنّ تركيا نفت وجود أي سفن شحنٍ تتبعُها في الميناء. بحلول الخامس والعشرين من شباط/فبراير من نفس العام وفي تصريحٍ رسميّ قال الرئيس التركيّ أردوغان إنّ جُنديين تُركيين قد قُتلا في ليبيا، لكنّه أكّد أن الجيش الليبي التابع لحكومة الوفاق وبمساعدةٍ من نظيره التركيّ قد نجحَ في قتل 100 مقاتل موالٍ للجيش الوطني الليبي في «عملية انتقامية».

### عملية عاصفة السلام
أعلن رئيسُ المجلس الرئاسي في ليبيا فايز السراج في الخامس والعشرين من آذار/مارس 2020 بدء عمليّة جديدةٍ سُمّيت رمزيًا «عملية عاصفة السلام». قالت مصادر مُطّلعة حينها إن تركيا قدّمت دعمًا كبيرًا لحكومة الوفاق تمثل في عددٍ من الطائرات بدون طيار فضلًا عن الوجود الميداني لعناصر من الاستخبارات التركيّة للمساهمةِ في نجاح عمليّة عاصفة السلام.
بحلول الأول من نيسان/أبريل، وفي أول تدخلٍ عسكريّ على الأرض من نوعهِ أطلقت فرقاطة تركية صاروخ أرض-جو على طائرة بدون طيار تابعة للجيش الوطني الليبي كانت قد اقتربت من الفرقاطة وأصابتها إصابة مباشرة فسقطت في عجيلات. بدعمٍ من الطائرات بدون طيار التركية، نجحَ الجيش الليبي على فتراتٍ متفرّقةٍ في السيطرةِ على عددٍ من المدن الساحلية بما في ذلك صرمان، صبراتة، العجيلات، الجميل، رقدالين، زلطن، والأصح طاردًا فلول ما يُعرف بالجيش الوطني الليبي منها وناجحًا في ربط الأراضي التي يسيطر عليها الجيش الليبي غرب البلاد بالحدود التونسيّة.
تسبّبت الضربات التركية حسب مصادر ميدانيّة مُطّلعة في تكبيدِ خسائر فادحة في صفوفِ قوات حفتر، حيثُ نجحت الضربات التركيّة الجوية والضربات الليبية البريّة في تدميرِ عددٍ من المركبات العسكرية التي كانت الإمارات العربية المتحدة قد دعمت بها قوات حفتر في حربهِ من أجل السيطرة على العاصمة طرابلس.
بعد التهديدات التي وجهها حفتر للقوات التركيّة وبعد الحوادث التي وقعت بالقربِ من السفارة التركية في طرابلس، حذرت أنقرة من أنها «ستعتبرُ قوات حفتر أهدافًا مشروعة» إذا استمرت الهجمات على مصالحها ومهامها الدبلوماسية في المنطقة، لكن المتحدث باسم الجيش الوطني الليبي نفى أن تكون قواتهم مسؤولة عن تلكَ الهجمات. أفادت التقارير في منتصفِ أيّار/مايو 2020 أنّ الطائرات بدون طيار التركية قد نجحت في تدميرِ ثلاثة أنظمة بانتسير-اس1 إلى جانب ستة أنظمة أخرى دُمّرت بالكامل بواسطةِ طائرات حكومة الوفاق وطائرات أخرى بدون طيار.
نجحت حكومة الوفاق الوطني في السادس من حزيران/يونيو في طردِ قوات حفتر بالكامل من العاصمة طرابلس كما سيطرت على مدينة ترهونة التي كانت في وقتٍ سابقٍ معقلًا رئيسيًا من معاقل ما يُعرف بالجيش الوطني الليي، وقد اعتُبر الدعم التركيّ «عاملاً مهمًا» في نجاحِ الوفاق في صدّ هجوم حفتر والبدء في تنفيذ هجومٍ مضادٍ على القوات المُهاجِمة.
عقبَ الخسائر المتتاليّة التي تكبّدها حفتر، وبحلول نهاية حزيران/يونيو حذرت الحكومة المصريّة — وهي داعمٌ رئيسي من بين الدول الداعمة لحفتر — نظيرتها التركيّة وحكومة الوفاق من مهاجمةِ مدينة سرت وقاعدة الجفرة مُلوّحةً هي الأخرى بالتدخلِ عسكريًا في ليبيا لصالحِ حفتر في حالةِ ما حصل الهجوم وهو ما استنكرتهُ حكومة الوفاق الوطني واصفةً الإعلان المصريّ بأنهُ «إعلان حرب».

### اشتباكات وسط ليبيا
استهدفت طائرات حربية غير ليبية مجهولة متحالفة مع الجيش الوطني الليبي في الرابع من تمّوز/يوليو قاعدة الوطية الجوية، وقد تسبّبت هذه الضربات في التدمير الجزئي لتجهيزات الجيش الليبي التي حصلَ عليها من تركيا بما في ذلك بعضُ الدفاعات الجويّة ونظام كورال المتمركزِ وسط القاعدة. اعترفت وزارة الدفاع التركية بأن الضربات قد أضرّت ببعضِ أنظمتها الدفاعية، وذكر المسؤولون الأتراك أن أحدًا لم يُقتل في الهجوم لكنّهم تعهدوا بالانتقام مشيرين في الوقتِ ذاته إلى أن الهجوم ربما قد تمّ بواسطة طائرة إماراتية داسو ميراج.

## إقحام المرتزقة
تقولُ مصادر إنّ تركيا بدأت أولًا في إرسالِ مرتزقة من مسلّحي الجيش السوري الحر المدعوم من تركيا (ويُسمّي نفسه الجيش الوطني السوري) في كانون الأول/ديسمبر 2019، حيثُ تتحدث المصادر ذاتها عن إرسالِ أنقرة لحوالي 300 مقاتل في البداية. وتُؤكّد المصادر ذاتها أنه حتى منتصف العام 2020 فقد أرسلت تركيا حوالي 11،600 مقاتل سوري إلى ليبيا قُتل منهم حوالي 470. تتحدثُ مصادر أخرى عن أنّ التركيبة الديمغرافية للمقاتلين الذين أرسلتهم أنقرة للقتالِ في ليبيا هي من تركمان سوريا.
حسبَ المرصد السوري لحقوق الإنسان فقد قُتل ما مجموعهُ 470 من «المرتزقة السوريين» المدعومين من تركيا من بينهم 27 طفلًا خلال العمليّات العسكرية التي حصلت في كلٍ من طرابلس ومصراتة وسيرين وترهونة ومناطق أخرى في ليبيا. يقولُ المرصدُ أيضًا إنّه تمّ تحديد ما لا يقل عن 50 مقاتلًا من هؤلاء كأعضاء سابقين في تنظيم داعش. يتحدث المرصد أيضًا عن نقلِ المخابرات التركية لأكثر من 2500 عضو في تنظيم الدولة الإسلامية إلى ليبيا للقتال إلى جانب «المرتزقة» الذي أُرسلوا لدعمِ حكومة الوفاق.
زعم ما يُعرف بالجيش الوطني الليبي في الثاني عشر من نيسان/أبريل 2020 أنه اعتقل مرتزقة استأجرهم أتراك تابعين لبيشمركة روجافا، لكنّ الحزب الديمقراطي الكردستاني نفى أن يكون المقاتل مرتبطًا بالجماعة.

## ردود الفعل

### منظمات فوق وطنية
- الاتحاد الأوروبي  رفض الاتحاد الأوروبي نشر القوات التركية في ليبيا، ودعا، بالاشتراك مع وزراء خارجية إيطاليا وفرنسا وألمانيا والمملكة المتحدة، منسق السياسة الخارجية للاتحاد الأوروبي جوزيب بوريل في 7 يناير إلى وقف فوري لإطلاق النار في طرابلس وحولها.[59]

### بلدان
- قبرص - نددت الحكومة القبرصية بالصفقة وحاولت حشد دول أخرى في المنطقة لمعارضة جانب الحدود البحرية.[60]
- مصر - نددت الحكومة المصرية، حليفة حكومة طبرق، بالاتفاق البحري والعسكري التركي،[61] الذي وصفه وزير الخارجية سامح شكري بأنه «غير قانوني» في بيان مشترك في 5 ديسمبر مع وزير الخارجية الفرنسي جان إيف لودريان.[62]
- فرنسا - ندد وزير الخارجية الفرنسي جان إيف لودريان بالاتفاق بين أنقرة وطرابلس في بيان مشترك مع وزير الخارجية المصري.[62]
- اليونان - طردت اليونان السفير الليبي من أثينا، وأرسلت رسالتين احتجاجية إلى الأمم المتحدة حول جانب الحدود البحرية في الصفقة، التي اعتبرتها اليونان تنتهك سيادتها وتهدد الاستقرار الإقليمي.[63]
- إسرائيل - أعلن القائم بأعمال وزير الخارجية الإسرائيلي، كاتز، معارضة إسرائيل لاتفاقية الحدود البحرية بين أنقرة وطرابلس، وأكد أن الصفقة «غير قانونية» بحسب الموقف الرسمي الإسرائيلي، بينما أشارت في الوقت نفسه إلى أن إسرائيل لا تريد صراعاً مع تركيا.[64] في وقت سابق من الشهر، قامت البحرية التركية بطرد سفينة أبحاث أوقيانوغرافية إسرائيلية كانت تعمل بموافقة الحكومة القبرصية في المياه القبرصية،[65] أدى هذا التصرف، في سياق الاتفاق مع حكومة الوفاق الوطني، إلى مخاوف إسرائيلية من أن تركيا تهدف إلى «إنشاء حدود بحرية بعرض البحر الأبيض المتوسط بأكمله» وقطع وصول الإسرائيليين إلى المياه الدولية عبر البحر الأبيض المتوسط، قناة 99% من الصادرات الإسرائيلية.[66] خبيرة الطاقة بريندا شافر تفسر خط أنابيب إيست ميد بين إسرائيل وقبرص واليونان (المتوقع أن تتمكن من تلبية 10% من احتياجات أوروبا من الغاز وتقليل الاعتماد على روسيا) كمحاولة مشتركة لاستبعاد تركيا من نادي «غاز المتوسط».[67] لكن قرار التوقيع على الصفقة جاء ردا على الاتفاق التركي الليبي.[68]
- تونس - رفضت تونس طلب تركيا استخدام أراضيها للشحنات العسكرية.[69]

- السعودية - أدانت وزارة الخارجية السعودية في بيان لها "التصعيد التركي الأخير في ليبيا". وأضافت أن المملكة تؤكد أن هذا التصعيد التركي يشكل تهديدًا للأمن والاستقرار في ليبيا وتهديدًا للأمن العربي والإقليمي، باعتباره تدخلا في الشؤون الداخلية لدولة عربية في انتهاك صارخ للمبادئ الدولية والعهود".[70]
- إيران - قال وزير الخارجية الإيراني جواد ظريف إنه يجب احترام سيادة ليبيا وأضاف أن «البلدين (أي تركيا وإيران) لديهما وجهات نظر مشتركة بشأن ليبيا».[71]
- الإمارات العربية المتحدة - أدانت الإمارات العربية المتحدة قرار تركيا إرسال قواتها العسكرية إلى ليبيا باعتباره انتهاكًا صارخًا للقانون الدولي.  وقالت وزارة الخارجية والتعاون الدولي الإماراتية في بيان إن مثل هذا القرار يمكن أن يعيق جهود تحقيق الاستقرار في ليبيا وأن «مثل هذا التدخل سيشكل تهديدا واضحا للأمن القومي العربي وسيؤثر سلبا على الاستقرار في البحر الأبيض المتوسط».[72]
- البحرين - نددت وزارة الخارجية البحرينية بقرار تركيا إرسال قوات عسكرية إلى ليبيا وعارضت أي تدخل أجنبي في الشؤون الداخلية الليبية. وأضافت أن القرار قد يعيق جهود استعادة السلام والأمن في جميع أنحاء ليبيا.[73]

### داخل ليبيا
- مجلس النواب الليبي - تعارض حكومة طبرق التي سيطرت حتى أواخر 2019 على الغالبية العظمى من الأراضي الليبية وكذلك معظم حقول النفط الليبية[74] الاتفاق البحري الموقع بين تركيا وطرابلس والذي يمتد الحدود البحرية التركية من الساحل الجنوبي الغربي التركي إلى ساحل درنة وطبرق.[67] في 22 ديسمبر، استولى الجيش الوطني الليبي التابع لحكومة طبرق على سفينة تركية دخلت المياه الواقعة تحت سيطرتها،[75] لكنها أطلقت سراحها في اليوم التالي.